# Kawkaw
Kawkaw (també Kaw Kaw) fou un regne fundat al segle VIII que va existir en els segles IX/X/XI/XII i XIII amb capital a Gao, a l'oest de l'Imperi de Ghana. Vers el segle X o XI va adoptar l'islam com a religió.
El segle VIII comerciava amb l'emirat ibadita de Tahert. Va crear un imperi basat en el control de les rutes comercials sobretot de la sal, i en la capacitat d'obtenir tributs dels regnes vassalls. L'extensió del regne es desconeix. El seu comerç almenys en els primers segles es va orientar cap a l'est, cap a Egipte. Existien dues ciutats, una de les quals estava habitada pels reis i l'altra pels comerciants àrabs. La ciutat reial, la Gao antiga, estava uns quilòmetres al nord de la moderna Gao; l'altra, uns quilòmetres a l'est portant pel nord a la vall de Tilemsi, a l'altre costat del canal (aleshores permanent), correspondria a la moderna Gao Sené. S'han fet excavacions arqueològiques que han aportat algunes informacions i donat llum a restes en les dues ciutats, però després es van aturar; es van reprendre el 1994 però més tard es van tornar a aturar. S'han trobat a Gao Sené almenys tres dotzenes d'esteles funeràries amb inscripcions àrabs del segle xii en marbre llaurat a Andalusia el que suggereix una connexió amb els almoràvits. Al segle xiii (o potser al XIV) va passar a mans de l'Imperi de Mali.